# لامپرتهایم، آلمان
شهر لامپرتهایم (به آلمانی: Lampertheim) در ایالت هسن در کشور آلمان واقع شده‌است.